# Siemen Voet
Siemen Voet (* 3. února 2000, Lochristi) je belgický obránce a bývalý mládežnický reprezentant, od července 2025 hráč německého klubu TSV 1860 München. Nastupuje na pozici středního obránce (stopera). Mimo Belgii působil na klubové úrovni v Nizozemsku a na Slovensku.

## Klubová kariéra
Je odchovanec mužstva Club Brugge KV, kam přišel v žácích po působeních v klubech S.K. Lochristi a KSC Lokeren. V sezoně 2018/19 se s Bruggami představil v mládežnické Lize mistrů UEFA. Před následujícím ročníkem se propracoval do "áčka" Clubu Brugge KV. Krátce poté však odešel na rok hostovat do tehdy druholigového týmu KSV Roeselare, kde pravidelně nastupoval. V srpnu 2020 zamířil tentokrát v rámci nejvyšší belgické soutěže na další hostování, konkrétně do mužstva KV Mechelen, ve kterém se přiliš neprosadil. V létě 2021 Bruggy i svoji rodnou zemi definitivně opustil a stal se posilou nizozemského celku PEC Zwolle. V jarní části sezony 2021/22 bojoval se Zwolle o záchranu v Eredivisie, která se nezdařila, jelikož klub skončil na posledním místě tabulky.

### ŠK Slovan Bratislava
V červnu 2022 přestoupil na Slovensko a podepsal tříletou smlouvu se Slovanem Bratislava, úřadujícím mistrem Fortuna ligy 2021/22. Ve Slovanu dostal perpektivní fotbalista dres s číslem dva. Ligový debut v dresu Slovanu si odbyl 17. července 2022 v úvodním kole proti tehdejšímu nováčkovi klubu FK Železiarne Podbrezová (prohra 1:2), odehrál 57 minut. Na konci ročníku 2022/23 získal se Slovanem Bratislava titul, který byl pro tým již historicky pátý v řadě. K ligovému primátu Slovanu částečně pomohl i v sezoně 2023/2024.
Se Slovanem se poprvé v historii mužstva představil v hlavní části Ligy mistrů UEFA 2024/2025 hrající se tehdy novým formátem, kde se se spoluhráči střetli s kluby Manchester City FC (Anglie) - (prohra 0:4 doma), FC Bayern Mnichov (Německo) - (prohra 1:3 venku), Atlético Madrid (Španělsko) - (prohra 1:3 venku), AC Milán (Itálie) - (prohra 2:3 doma), GNK Dinamo Záhřeb (Chorvatsko) - (prohra 1:4 doma), Celtic FC (Skotsko) - (prohra 1:5 venku), VfB Stuttgart (Německo) - (prohra 1:3 doma) a Girona FC (Španělsko) - (prohra 0:2 venku) a v konečné tabulce složené ze všech týmů postoupivších do ligové fáze skončili na 35. místě a do vyřazovací fáze nepostoupili. Celkem v tomto ročníku pohárové Evropy odehrál Voet tři střetnutí, v nichž gól nedal. Na jaře 2025 vybojoval se Slovanem Bratislava po domácí výhře 4:3 nad celkem MŠK Žilina sedmý ligový titul v řadě. V květnu 2025 ve Slovanu po vypršení kontraktu skončil.

### Fortuna Sittard (hostování)
V průběhu podzimní části ročníku 2023/2024 zamířil na rok hostovat zpět do Nizozemska, konkrétně do Fortuny Sittard. Premiéru v lize za toto mužstvo absolvoval 8. října 2023 proti celku FC Twente (prohra 0:3), na trávník přišel v 87. minutě. V červnu 2024 se na startu přípravy vrátil do Slovanu Bratislava.

### TSV 1860 München
Před sezonou 2025/2026 uzavřel kontrakt s tehdy třetiligovým německým mužstvem TSV 1860 München.

## Klubové statistiky
Aktuální k 18. květnu 2025
| Sezona    | Klub                    | Soutěž        | Zápasy | Góly |
| --------- | ----------------------- | ------------- | ------ | ---- |
| 2019/2020 | Club Brugge KV          | Jupiler PL    | 0      | 0    |
| 2019/2020 | KSV Roeselare (host.)   | Tweede klasse | 24     | 2    |
| 2020/2021 | KV Mechelen (host.)     | Jupiler PL    | 9      | 1    |
| 2021/2022 | PEC Zwolle              | Eredivisie    | 17     | 0    |
| 2022/2023 | ŠK Slovan Bratislava    | Fortuna liga  | 10     | 0    |
| 2023/2024 | ŠK Slovan Bratislava    | Niké liga     | 1      | 0    |
| 2023/2024 | Fortuna Sittard (host.) | Eredivisie    | 21     | 0    |
| 2024/2025 | ŠK Slovan Bratislava    | Niké liga     | 16     | 0    |
| 2025/2026 | TSV 1860 München        | 3. liga       |        |      |